# Geraldine Seydoux
Geraldine Seydoux, née en 1964 à Paris, est une biologiste et généticienne franco-américaine. 
Elle est professeure de biologie moléculaire et de génétique, professeur au Huntington Sheldon en découverte médicale et vice-doyenne à la recherche fondamentale à l'université Johns-Hopkins,. Elle est également chercheuse au Howard Hughes Medical Institute,.
Elle est membre de l'Académie nationale des sciences américaine, et de l'Académie américaine des arts et des sciences. Le magazine Discover la reconnaît en 2002 comme l'une des cinquante plus importantes femmes scientifiques.

## Biographie

### Jeunesse, formation
Géraldine Seydoux naît à Paris en 1964. Elle part aux États-Unis à 18 ans.
Elle obtient en 1986 un Bachelor of Science de l'Université du Maine. Elle est reçue au doctorat en 1991 à l'Université de Princeton, et elle suit une formation postdoctorale à la Carnegie Institution avant de rejoindre l'université Johns Hopkins en 1995,.

### Recherches
Les travaux de Geraldine Seydoux sont concentrés sur les premiers stades de l'embryogenèse et sur la manière dont les œufs unicellulaires se transforment en embryons multicellulaires. Le laboratoire Seydoux tente de déterminer le processus par lequel le développement embryonnaire et la polarisation sont activés. Geraldine Seydoux étudie les Caenorhabditis elegans pour examiner comment les embryons choisissent entre le péricaryon et la lignée germinale.
Elle démontre que la synthèse de l'ARNm doit être globalement inhibée avant l’établissement de la lignée germinale. Geraldine Seydoux confirme que les protéines présentes dans un spermatozoïde fécondant déclenchent la réorganisation des protéines structurelles à l'intérieur de l'ovule. C’est une étape essentielle vers la polarisation antéro-postérieure de l’embryon unicellulaire. Les études de Géraldine Seydoux apportent de nombreuses informations sur la création d'un organisme multicellulaire entièrement formé à partir d'une seule cellule.

## Prix et hommages
- 1996, Fellow, Fondation David et Lucile Packard[9].
- 1997, boursière Searle[10].
- 2001, boursière du programme MacArthur[8].
- 2001, chercheuse Kirsch[11].
- 2013, élue à l'Académie américaine des arts et des sciences[12],[13].
- 2016, élue à l'Académie nationale des sciences[7].
- 2018, conférencière émérite de Kuggie Vallée[14].
- 2019, Conférence Harvey[15].
- 2022, Prix Gruber de génétique[16].